# Unleashed in the East
| 전문가 평가   | 전문가 평가 |
| 평가 점수     | 평가 점수   |
| 출처          | 점수        |
| ------------- | ----------- |
| AllMusic      | [ 2 ]       |
| Rolling Stone | (mixed)     |

《Unleashed in the East》는 1979년 9월 컬럼비아 레코드에서 발매된 영국의 헤비 메탈 밴드 주다스 프리스트의 첫 번째 라이브 음반이다. 1979년 2월 도쿄에서 열린 Hell Bent for Leather Tour에서 이틀 밤 동안 라이브로 녹음되었다. 발매되자마자 《Unleashed in the East》는 미국 톱 100과 영국 톱 10에 오르며 밴드의 가장 많이 팔린 음반이 되었고, 결국 이 음반은 미국 음반 산업 협회 플래티넘 인증을 받은 5개의 주다스 프리스트 음반 중 하나가 되었다. 이 음반은 톰 알롬이 프로듀싱한 첫 번째 음반이자 드러머 레스 빙크스가 참여한 마지막 음반이다.
이 음반이 실제로 어느 정도까지 라이브였는지는 논쟁의 여지가 있으며, 이 음반은 때때로 《Unleashed in the Studio》라고 불린다. 몇 년 후, 그가 프리스트를 떠난 후, 롭 핼퍼드는 여러 인터뷰에서 이 음악이 실제로 라이브였지만, 그의 보컬이 원래 녹음에서 망가져 나중에 콘서트 같은 스튜디오 환경에서 더빙되었다고 언급했다.

## 재발행
2001년 CD 재발매에는 1979년 오리지널 일본 바이닐 발매와 함께 7인치 보너스 디스크로 발매된 보너스 트랙, 〈Rock Forever〉, 〈Delivering the Goods〉, 〈Hell Bent for Leather〉, 〈Starbreaker〉 4곡이 수록됐다. 이 중 3장은 당시 음반 《Killing Machine》(미국에서는 《Hell Bent for Leather》로 발매)에 수록된 곡으로, 오리지널 발매에는 잘 표현되지 않았다. 〈Delivering the Goods〉와 〈Starbreaker〉는 1980년 3월에 발매된 〈Living After Midnight〉 12인치의 B-사이드 트랙 중 하나이긴 하지만 일본 발매에만 독점되어 왔다.
이 4개의 트랙은 이전에 이 음반의 일본 압입곡(제목 《Priest in the East》와 리마스터와 동일한 트랙리스트)에서 사용 가능했고, 원래 9개의 트랙과 동시에 녹음되었다. 또한, 두 곡이 같은 콘서트에서 녹음되었지만 다양한 싱글에서 B-사이드로만 사용할 수 있었다.
〈Evil Fantasies〉는 〈Delivering the Goods〉와 함께 〈Living After Midnight〉 12인치에 올랐다. 이 라이브 버전의 〈Evil Fantasy〉는 《Single Cuts》 (2011년)에서 공식 CD를 발매했지만, 시작부터 6초간의 편집이 있어 핼퍼드의 채팅을 약간 줄였다.
〈Beyond the Realms of Death〉는 《Unleashed in the East》의 첫 영국 프레스와 함께 제공되는 스페셜 3곡 라이브 EP에서 〈Rock Forever〉와 〈Hell Bent for Leather〉와 함께 압박되었다. 1979년 영국 카세트 버전에는 오리지널 9곡 외에 〈Rock Forever〉, 〈Hell Bent for Leather〉, 〈Beyond the Realms of Death〉 등 12곡이 수록되어 있다. 현재까지 이 버전의 〈Beyond the Realms of Death〉는 CD로 발매되지 않았다.

## 곡 목록
| #  | 제목                                               | 작사·작곡            | 재생 시간 |
| -- | -------------------------------------------------- | -------------------- | --------- |
| 1. | 〈Exciter〉                                        | 롭 핼퍼드, 글렌 팁톤 | 5:38      |
| 2. | 〈Running Wild〉                                   | 팁톤                 | 2:53      |
| 3. | 〈Sinner〉                                         | 핼퍼드, 팁톤         | 7:31      |
| 4. | 〈The Ripper〉                                     | 팁톤                 | 2:44      |
| 5. | 〈The Green Manalishi (With the Two Prong Crown)〉 | 피터 그린            | 3:16      |

| #  | 제목                  | 작사·작곡                             | 재생 시간 |
| -- | --------------------- | ------------------------------------- | --------- |
| 6. | 〈Diamonds and Rust〉 | 존 바에즈                             | 3:30      |
| 7. | 〈Victim of Changes〉 | 알 앳킨스, 핼퍼드, K. K. 다우닝, 팁톤 | 7:12      |
| 8. | 〈Genocide〉          | 핼퍼드, 다우닝, 팁톤                  | 7:19      |
| 9. | 〈Tyrant〉            | 핼퍼드, 팁톤                          | 4:32      |

| #   | 제목                      | 작사·작곡            | 재생 시간 |
| --- | ------------------------- | -------------------- | --------- |
| 10. | 〈Rock Forever〉          | 핼퍼드, 다우닝, 팁톤 | 3:27      |
| 11. | 〈Delivering the Goods〉  | 핼퍼드, 다우닝, 팁톤 | 4:07      |
| 12. | 〈Hell Bent for Leather〉 | 팁톤                 | 2:40      |
| 13. | 〈Starbreaker〉           | 핼퍼드, 다우닝, 팁톤 | 6:00      |

| #  | 제목                           | 작사·작곡            | 재생 시간 |
| -- | ------------------------------ | -------------------- | --------- |
| 1. | 〈Rock Forever〉               | 핼퍼드, 다우닝, 팁톤 | 3:27      |
| 2. | 〈Hell Bent for Leather〉      | 팁톤                 | 2:40      |
| 3. | 〈Beyond the Realms of Death〉 | 핼퍼드, 레스 빙크스  | 7:20      |

## 인증
| 국가                       | 인증     | 판매량/출하량 |
| -------------------------- | -------- | ------------- |
| 미국 (RIAA)                | 플래티넘 | 1,000,000^    |
| ^출하량을 기반으로 한 인증 |          |               |